# Diocese de Worcester
A Diocese de Worcester (em latim: Dioecesis Wigorniensis, em inglês:  Diocese of Worcester) é uma diocese da Igreja da Inglaterra, parte da Província da Cantuária, na Inglaterra.
A diocese foi fundada por volta de 679 por São Teodoro de Cantuária em Worcester para ministrar ao Reino dos Huícios, um dos muitos pequenos reinos anglo-saxões daquela época. Acredita-se que as fronteiras originais da diocese sejam baseadas nas daquele antigo reino.
Cobrindo uma área de 671 milhas quadradas (1.740 km2), atualmente possui paróquias em:
- Condado de Worcestershire;
- Distrito metropolitano de Dudley;
- Norte de Gloucestershire;
- Aldeias urbanas ao longo da orla sudeste do distrito metropolitano de Wolverhampton;
- Distrito metropolitano de Sandwell;

Atualmente a diocese tem 190 paróquias com 281 igrejas e 163 clérigos remunerados.
A diocese é dividida em dois arquidiaconatos:
- Arquidiaconato de Worcester;
- Arquidiaconato de Dudley.

Em sua criação, a diocese incluía o que hoje é o sul e o oeste de Warwickshire (uma área conhecida como Felden). Em 24 de janeiro de 1837, o norte e o leste de Warwickshire (Arden), que formavam a Arquidiaconaria de Coventry na então Diocese de Lichfield e Coventry, foram transferidos para a Diocese de Worcester. Em 1905, uma área no norte de Warwickshire foi dividida como Diocese de Birmingham e em 1918 uma área aproximada ao resto de Warwickshire foi transformada em Diocese de Coventry. De 1993 a 2002, a diocese operou um esquema de área episcopal.

## Bispos
Além do bispo diocesano de Worcester (vago) e do bispo sufragâneo de Dudley (Martin Gorick; cuja sé foi criada em 1974), há três bispos aposentados residentes na diocese (ou perto dela) que estão licenciados para servir como bispos assistentes honorários: 
- 2002–presente: Christopher Mayfield, bispo aposentado de Manchester e ex-bispo de área/sufragâneo de Wolverhampton, mora em Worcester.[4]
- 2005–presente: Jonathan Ruhumuliza, um bispo ruandês, vive e trabalha como pároco em Worcestershire.[5]
- 2009–presente: Michael Hooper, bispo aposentado de Ludlow, mora em Eckington.[6]

A partir de 1994, a supervisão episcopal alternativa para paróquias na diocese que não aceitam o ministério sacramental de mulheres sacerdotes foi fornecida pelo visitador episcopal provincial, o bispo de Ebbsfleet, que foi licenciado como bispo assistente honorário da diocese para facilitar seu ministério. Desde uma reorganização em janeiro de 2023, a supervisão passou para um novo bispo de Oswestry (Paul Thomas), que continua a servir a diocese de Worcester em seu lugar.